# Ordelafo Faliero
Ordelafo Faliero, död 1117, var en venetiansk doge. Han var regerande doge av Venedig 1102–1117.